# We Were Dancing
We Were Dancing é um filme de comédia romântica estadunidense de 1942 dirigido por Robert Z. Leonard e estrelado por Norma Shearer e Melvyn Douglas. É vagamente baseado na peça homônima de Noël Coward de 1935, juntamente com Ways and Means e Tonight at 8.30.

## Elenco
- Norma Shearer ...Vicki Wilomirska
- Melvyn Douglas ...Nicki Prax
- Gail Patrick ...Linda Wayne
- Lee Bowman ...Hubert Tyler
- Marjorie Main ...Juiz Sidney Hawkes
- Reginald Owen ...Major Tyler-Blane
- Alan Mowbray ...Grão-Duque Basil
- Florence Bates ...Sra. Vanderlip
- Heather Thatcher ...Sra. Tyler-Blane
- Connie Gilchrist ...Olive Ransome
- Nella Walker ...Sra. Janet Bentley
- Adriana Caselotti ...Opera Singer
- Florence Shirley ...Sra. Charteris